# 살피트

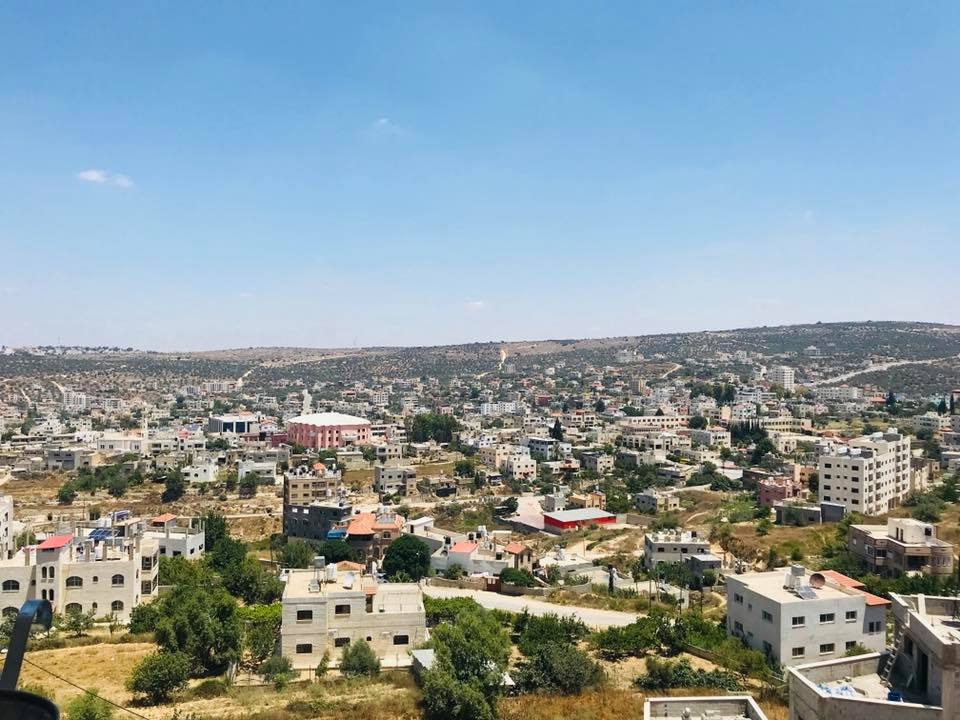

살피트(아랍어: سلفيت)는 팔레스타인 요르단강 서안 지구 중서부에 있는 도시로 살피트주의 주도이다. 팔레스타인이 관할하는 이 곳은 요르단강 서쪽에 있으며, 남쪽으로 라말라와 예루살렘이 있고, 북동쪽으로 나블루스, 북쪽으로는 칼킬리야가 있다.

## 역사
살피트는 가나안 시절부터 사람이 살기 시작한 오래된 도시다. 살피트는 통을 뜻하는 “살”에 포도를 뜻하는 “피트”가 합친 말로, 살피트에는 지금도 포도를 쉽게 찾아 볼 수 있다.
1955년에 지방 자치를 시작해서, 1995년 팔레스타인 자치 정부가 세워진 뒤에는 살피트주에 편입되었다. 팔레스타인 중북부 지역에 있는 살피트주는 서쪽으로 그린 라인과 붙어 있고, 인구는 총 50,000 명, 19 개 도시, 면적은 218 km2이다. 살피트 지역은 팔레스타인에서 올리브기름 최대 생산지이다. 채석장과 대리석으로도 유명하다.
이스라엘 정착촌인 살피트 서쪽은 산업과 경제 활동을 위한 시설을 가진 공업지역으로 면적은 약 200 도넘 (약 20 km2) 정도이다. 살피트 역시 요르단강 서안 지구에 이스라엘 정착촌인 북쪽 아리엘과는 이스라엘 요르단강 서안 지구 분리 장벽으로 나뉘어 있다.